# Ampro de Genève
L'Ampro de Genève, ou emprô genevois, est une comptine classique de Genève, répandue dans toute la Suisse romande. Scandé rythmiquement à 6/8 : « Amprô - Girô, Carin - Caro, Dupuis - Simon, Carcaille - Briffon, Piron - Labordon, Tan té feuille, meuille - Tan té clû ».
La comptine date au moins du XVIIIe siècle. Un potier d'étain Genevois de l'époque, S.-F. Morel l'a gravé dans les marlis d'un de ses plats. Elle est composée d'une énumération obscure de noms de personnages,,.
L'Amprô fonctionne comme un shibboleth entre Genevois authentiques. Une légende y est attachée : « Une horde de Peaux-Rouges avait autrefois capturé un Genevois qui eut l'heur de plaire à une jeune indienne de la bande. Elle le sauva puis il devint leur chef. Plus tard, la même horde ayant fait un nouveau prisonnier, celui-ci prétendant être Genevois, le chef lui posa la question rituelle “Tu es Genevois ? Prouve-le, récite l'emprô !” C'est ainsi qu'il sauva ses cheveux et sa vie ».